# Districte de Lhuntse
El Districte de Lhuntse (antigament coneguda com a Kurtoe) és un dels 20 districtes en que es divideix el regne de Bhutan. Està situat a la part nord-est del país. A la part nord, té frontera amb la regió autònoma xinesa del Tibet, per l'est limita amb el districte de Trashiyangtse, per l'oest amb el districte de Bumthang i pel sud amb el de Mongar. És un dels districtes més aïllats del país, amb zones de grans penya-segats escarpats que sobresurten de les gorges dels rius i densos boscos de coníferes.

## Característiques
El districte està format per 8 municipis, anomenats gewogs (Gangzur, Jaray, Khoma, Kurtoe, Menbi, Metsho, Minjay i Tsenkhar). La superfície del districte és de 2.853,55 km² dels quals el 83% està coberta per boscos.

## Població
Té una població d'uns 17.618 habitants (2015), dels quals 1.175 habitants viuen a la capital, Lhuntse.

## Història i cultura

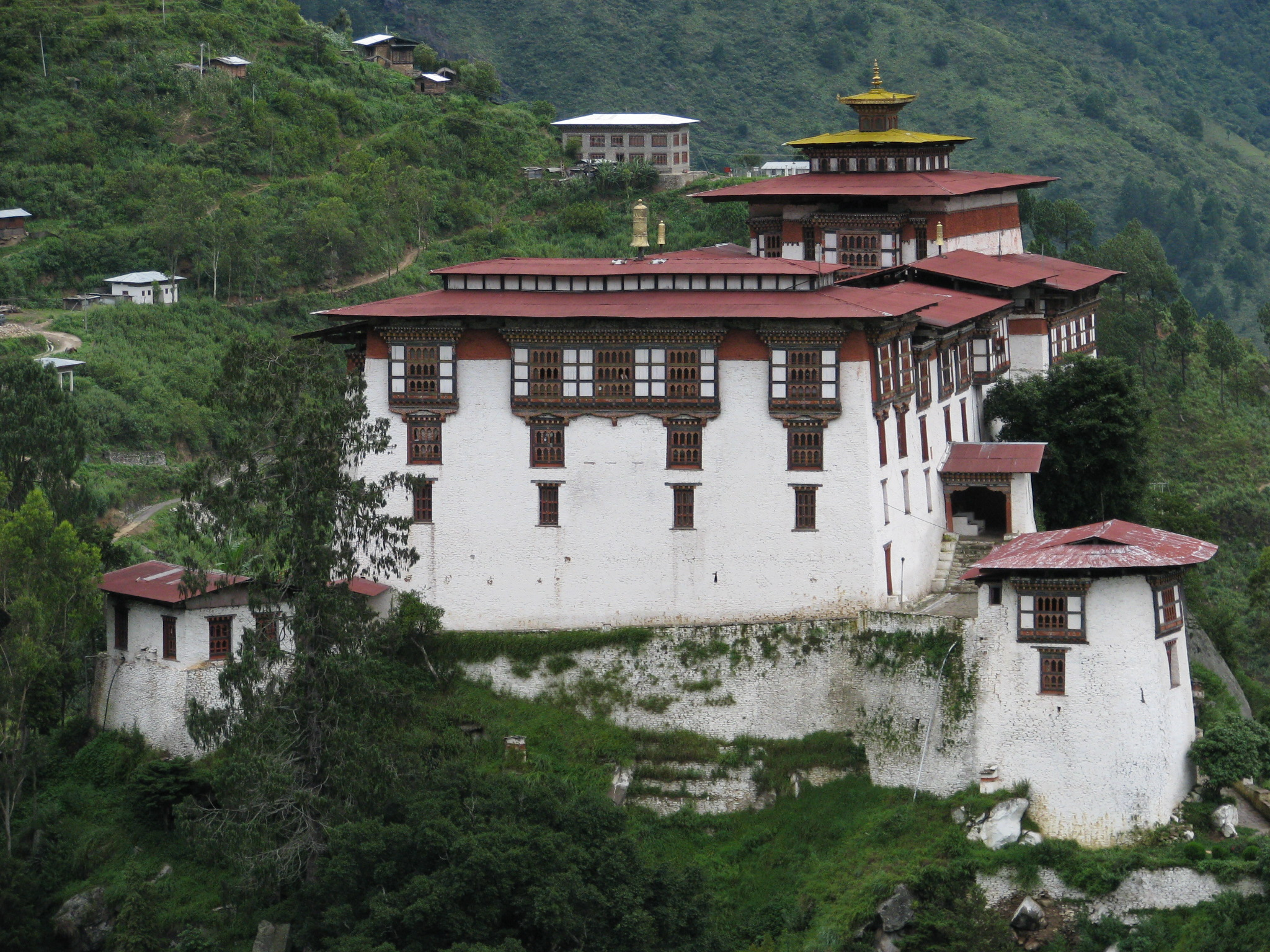
Lhuntse Dzong

El districte de Lhuntse, és l'origen de la família reial de Bhutan, de la dinastia Wangchuck, concretament a la zona de Kurtoe.
També allotja una serie de monuments importants sagrats de peregrinació com el Lhuntse Dzong (popularment coneguda com a Lhundub Rinchentse), una fortalesa majestuosa que s'alça sobre el riu Kurichu. L'any 1552, Ngagi Wangchuk hi va construir una petita ermita que posteriorment, Zhabdrung Ngawang Namgyal va transformar fins l'estat actual. Avui en dia és el centre administratiu i religiós del districte.

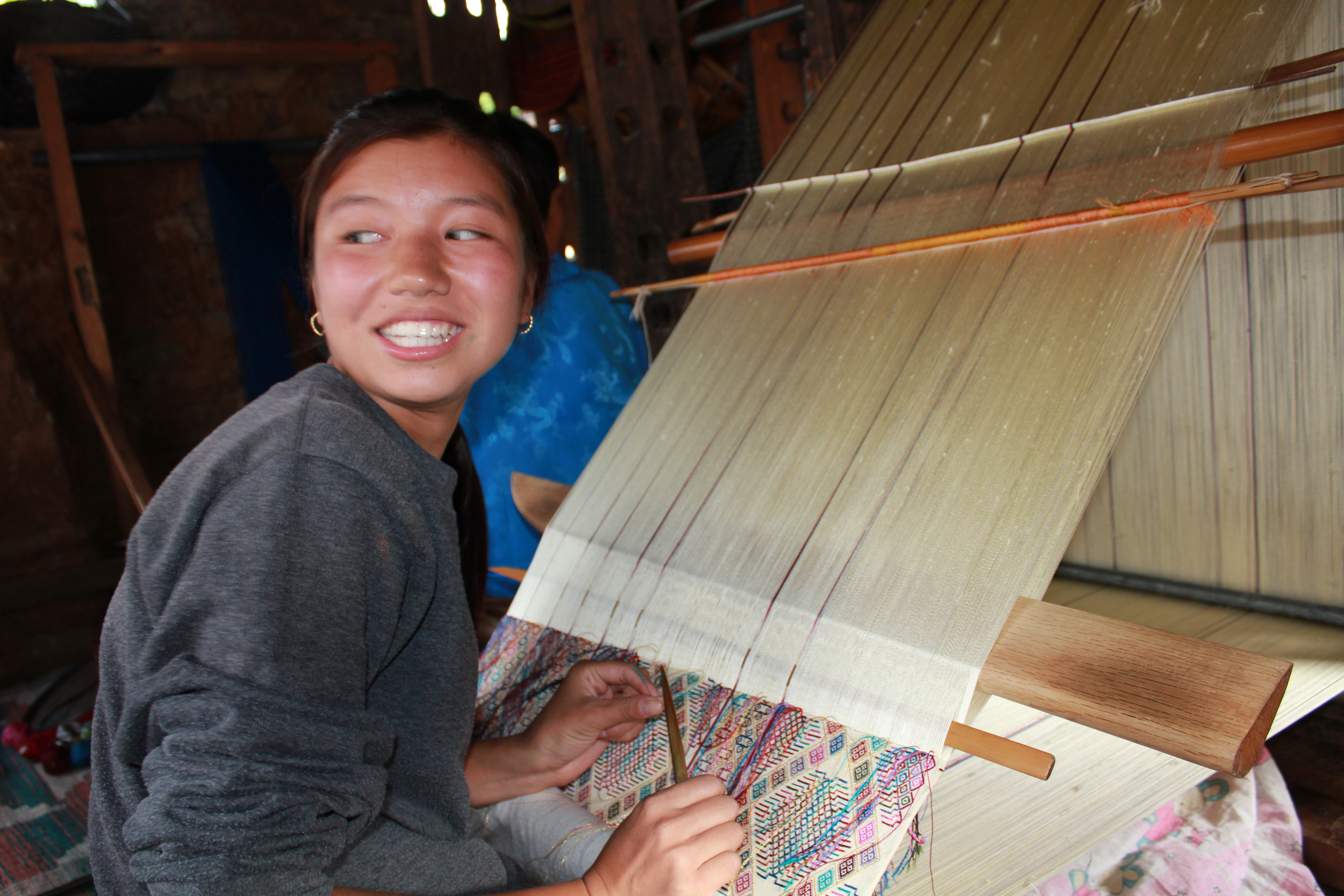
Dona teixint un Kishuthara

La regió és coneguda pels teixits anomenats Kishuthara, que són considerats els millors del país, sobretot a les zones de Khoma i Kurtoe, on és la principal font d'ingressos de bona part de la població.

## Festes
La majoria de pobles de la regió tenen festes úniques, entre les quals destaca el Tshechu, que se celebra durant el mes de novembre i atrau un gran nombre d'assistents. Durant aquesta festa, els assistents poden netejar els seus pecats observant balls emmascarats i poden rebre benediccions de les relíquies sagrades que s'exposen al públic.